# Liaoyuan (sockenhuvudort i Kina, Heilongjiang Sheng, lat 46,54, long 125,83)
Liaoyuan (kinesiska: 燎原, 燎原乡) är en sockenhuvudort i Kina. Den ligger i provinsen Heilongjiang, i den nordöstra delen av landet, omkring 110 kilometer nordväst om provinshuvudstaden Harbin. Antalet invånare är 16 764. Befolkningen består av 8 551 kvinnor och 8 213 män. Barn under 15 år utgör 15,0 %, vuxna 15-64 år 77 %, och äldre över 65 år 7,0 %.
Runt Liaoyuan är det ganska tätbefolkat, med 192 invånare per kvadratkilometer. Närmaste större samhälle är Yuanda, 18,9 km öster om Liaoyuan. Trakten runt Liaoyuan består till största delen av jordbruksmark.
Genomsnittlig årsnederbörd är 767 millimeter. Den regnigaste månaden är juli, med i genomsnitt 207 mm nederbörd, och den torraste är januari, med 5 mm nederbörd.